# Пузирки (Хмільницький район)
Пузи́рки — село в Україні, у Глуховецькій громаді Хмільницького району Вінницької області. Населення становить 185 осіб.

## Географія
Через село тече річка Закіянка, права притока Гуйви.

## Персоналії
- Ткачук Павло Петрович (1955) — генерал-лейтенант[1].